# Primera dama de la Unión Soviética
La primera dama de la Unión Soviética fue el título no oficial que recibieron las esposas del secretario general del PCUS (máxima figura ejecutiva de facto en la Unión Soviética). Las primeras damas no desempeñaban funciones oficiales ni recibían salario, sino que más bien era un cargo únicamente ceremonial: asistían a muchas ceremonias oficiales y funciones del Estado, ya sea junto al secretario general o en su lugar, en caso de ausencia.

## Primeras damas de la Unión Soviética
| N.º | Retrato | Primera dama                                       | Secretario General   | Periodo                                         |
| --- | ------- | -------------------------------------------------- | -------------------- | ----------------------------------------------- |
| 1   |         | Nadezhda Krúpskaya (Nombre de soltera Krúpskaya)   | Vladimir Lenin       | 30 de diciembre de 1922- 21 de enero de 1924    |
| 2   |         | Nadezhda Alilúyeva (Nombre de soltera Ulazovskaya) | Iósif Stalin         | 21 de enero de 1924 - 9 de noviembre de 1932    |
| 3   |         | Nina Jruschova (Nombre de soltera Kujarchuk)       | Nikita Jruschov      | 3 de septiembre de 1953 - 14 de octubre de 1964 |
| 4   |         | Viktoria Brezhneva (Nombre de soltera Denisova)    | Leonid Brézhnev      | 7 de mayo de 1960 - 10 de noviembre de 1982     |
| 5   |         | Tatiana Andrópova (Nombre de soltera Lebedeva)     | Yuri Andrópov        | 12 de noviembre de 1982 - 9 de febrero de 1984  |
| 6   |         | Anna Chernenko (Nombre de soltera Lyubimova)       | Konstantin Chernenko | 11 de abril de 1984 - 10 de marzo de 1985       |
| 7   |         | Raisa Gorbachova (Nombre de soltera Titarenko)     | Mijaíl Gorbachov     | 10 de marzo de 1985 - 25 de diciembre de 1991   |

- Datos: Q3255692